# جوزپه گالانته
جوزپه گالانته (انگلیسی: Giuseppe Galante; ۲ سپتامبر ۱۹۳۷ – ۲۰ دسامبر ۲۰۲۱) قایقران روئینگ اهل ایتالیا بود.
وی در مسابقات کشوری و بین‌المللی در مجموع برندهٔ ۱ مدال طلا، ۲ مدال نقره، ۱ مدال برنز شده‌است.